# De Vorstin
De Vorstin is een pop- en cultureel podium, gelegen aan de Koninginneweg in Hilversum. De Vorstin is een van de kernpodia in Nederland.

## De Tagrijn
De Tagrijn is ontstaan uit een fusie van twee jongerencentra: Utopia (ontstaan in 1969, aanvankelijk gevestigd in de Havenstraat in het pand Ons Gebouw, later in een verlaten fabriekshal aan de Prins Bernhardstraat) en De Fietsenstalling (van 1972 tot 1976 gevestigd op het Stationsplein). Na de fusie werd De Tagrijn ondergebracht in een oud schoolgebouw, de St. Jozefschool aan de Koninginneweg. Het jongerencentrum was geruime tijd naast poppodium ook een ontmoetingsplek voor junkies en drugsdealers en een gedoogplek voor softdrugsgebruikers. Vanaf de jaren negentig deed het meer en meer dienst als popcentrum. In 2007 werd dit gebouw gesloten, waarna het als gevolg van brandstichting afbrandde. Niet veel later werd het pand gesloopt.

## De Vorstin
In november 2004 werd besloten dat er een nieuwe accommodatie moest komen. Na een ontwerpwedstrijd werd een ontwerp van architectenbureau De Architekten Cie. gekozen. De kosten voor het nieuwbouwproject bedroegen ongeveer 11,8 miljoen. Het gebouw, bestaande uit een complexe stalen constructie, werd eind 2010 in gebruik genomen.
De Vorstin heeft een grote zaal met uitschuifbare theaterstoelen en een bezoekerscapaciteit van 850 (staand) of 240 (zittend) personen. Daarnaast is er een kleine zaal, die beschikt over een podium en plaats biedt aan 200 tot 250 bezoekers.
Met de nachtprogrammering Nachtvorst richt de Vorstin zich op jongeren in het Gooi.
In 2010 vonden in De Vorstin de audities voor het televisieprogramma The voice of Holland plaats.
Het NPO Radio 2 radioprogramma Muziekcafé (voorheen TROS Muziekcafé) wordt sinds 21 mei 2011 op de zaterdagmiddag tussen 16.00 en 18.00 uur rechtstreeks vanuit dit podium uitgezonden.